# 薛公馆旧址

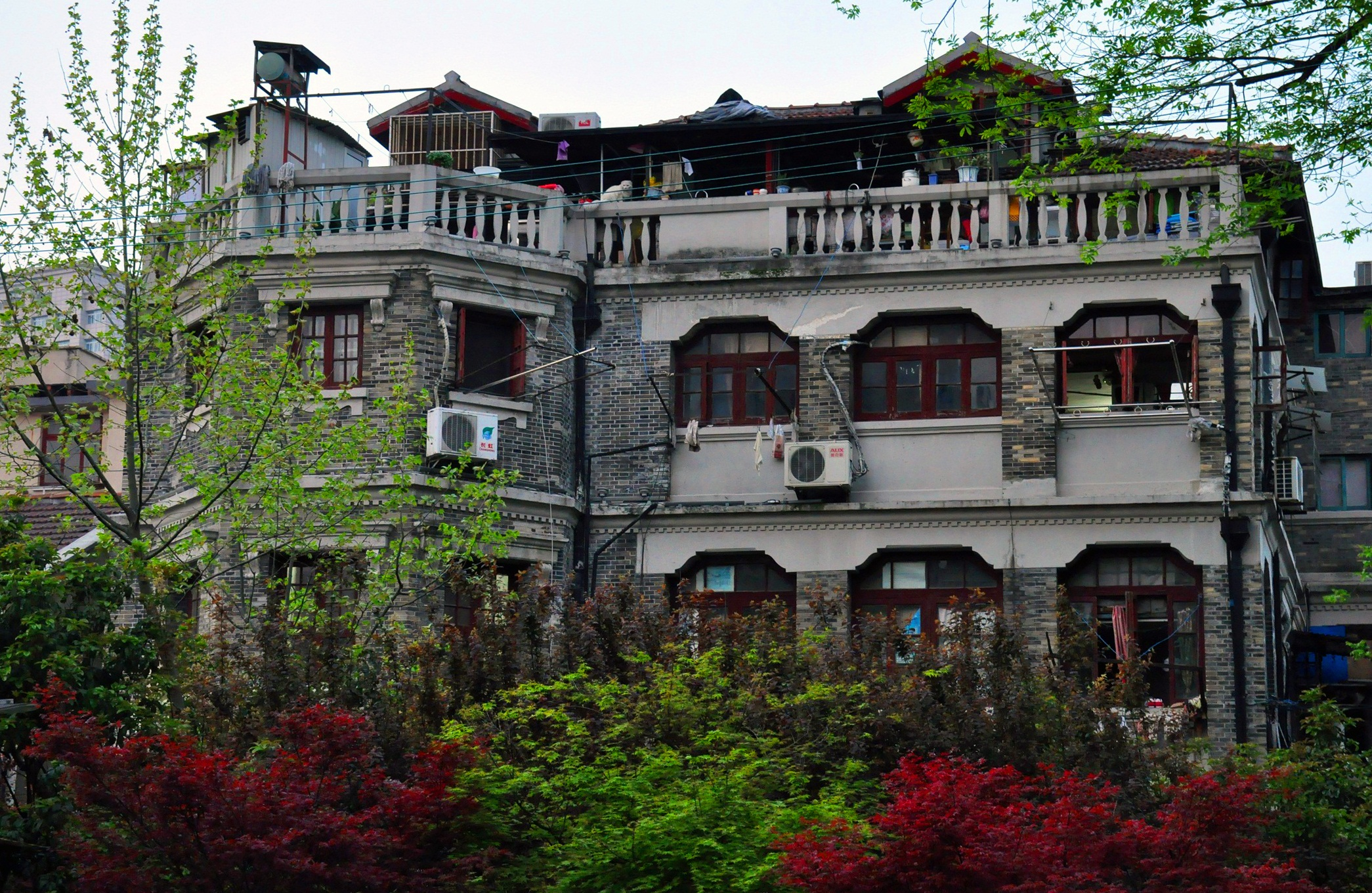

薛公馆旧址是中国上海市的一座历史建筑，位于虹口区四川北路街道多伦路66号。薛公馆由绸缎商薛氏建于1920年，是一幢体量较大的花园住宅，殖民地外廊式风格，青砖砌筑，东部入口门廊则为古典主义风格，有一对爱奥尼克柱式。抗日战争时期，该建筑成为日军海军武官府驻地。
2003年，薛公馆旧址被列为虹口区登记不可移动文物。